# Johann Georg Lang (Komponist)
Johann Georg Lang (* vermutlich um 1722 (nach anderen Angaben: 1724) in Mies, Pilsner Kreis, Böhmen; † 17. Juli 1798 in Ehrenbreitstein) war ein deutscher Komponist.

## Leben
Es existieren widersprüchliche Angaben über Langs Geburtsjahr: eine zeitgenössische Lebensbeschreibung nennt das Jahr 1724, andererseits wird sein Alter in der Sterbematrikel mit 76 Jahren angegeben. In früher Jugend studierte Lang Tasteninstrumente und Violine an der Universität Prag, später hielt er sich drei Jahre lang in Neapel auf und studierte Kontrapunkt bei Francesco Durante oder Girolamo Abos. Er wirkte als Kammermusiker beim Fürstbischof Joseph in Augsburg. 1760 wurde Lang zum Fürstlich Augspurgischen Concertmeister ernannt. Der neue Fürstbischof Clemens Wenzeslaus von Sachsen ließ 1769 den Hof nach Ehrenbreitstein umziehen. Lang blieb bis zu seinem Tod in Ehrenbreitstein, gleichwohl 1794 der Hof durch die französischen Revolutionstruppen vertrieben worden war.

## Werk (Auswahl)
Lang komponierte 26 Cembalokonzerte, 38 Sinfonien, Kammermusik und sakrale Werke, darunter 3 Messen.
Auch ein etwa 1760 entstandenes Trompetenkonzert, das unter dem Namen des ansonsten unbekannten Komponisten Laue überliefert ist, wurde Lang in einer CD-Veröffentlichung von 2020 zugeschrieben, ohne dass diese Zuschreibung bislang durch Quellen zu erhärten wäre.